# Modernismo catalão

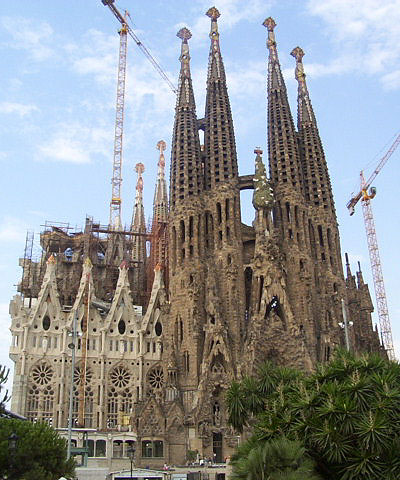
Templo Expiatório da Sagrada Família em Barcelona

O modernismo catalão (em catalão: modernisme català) é um estilo arquitetônico que se desenvolveu na Catalunha (Espanha), principalmente em Barcelona, durante cerca de cinquenta anos, entre 1880 e 1930. Apesar do nome modernismo, alguns consideram que este estilo seja uma variação catalã do art nouveau.
Outros autores afirmam que ele teve influência de dois movimentos culturais e intelectuais: o romantismo nacional (retomada da arquitetura catalã) e o progressismo (busca da ciência e tecnologia na construção de uma sociedade moderna), o que o faz ser confundido com o art nouveau, pela semelhança visual entre os estilos. Antoni Gaudí, pela sua arquitetura de caráter fantástico se tornou sinônimo do modernisme.
Nos finais do século XIX, surgiram, na Europa, tendências arquitetônicas que romperam com os critérios tradicionais e que buscaram novas formas de edificar com olhos ao século XX que deram grande relevância à estética. Este movimento é consequência da Revolução Industrial, que foi se arraigando nos diversos países e dos avanços derivados dela, como a eletricidade, a ferrovia e a motor a vapor, que mudaram completamente a forma de viver das populações e originaram um crescimento das cidades, nas quais se foram estabelecendo indústrias que regem um número crescente de burgueses. O modernismo é, pois, um estilo urbano e burguês.
O modernismo catalão recusou o estilo pouco atrativo da arquitetura industrial da primeira metade do século XIX e desenvolveu novos conceitos arquitetônicos baseados na natureza, que consistem nos materiais de construção que se empregam, nas formas dos edifícios e nas figuras das suas fachadas. Os arquitetos e os escultores colocam no exterior dos edifícios pássaros, borboletas, folhas e flores como elementos decorativos, quer como figuras encostadas quer como adorno da pedra ou cerâmica. Também se colocam figuras de tamanho maior, animais fabulosos ou pessoas, e nas cornijas elementos de cerâmica de cor. As janelas e as varandas dispõem de grades de ferro forjado, que são lavradas artisticamente e contêm motivos inspirados na natureza.
No movimento vê-se as teorias estruturais do arquiteto francês Eugène Viollet-le-Duc, que apontava para uma retomada da Idade Média e que recomendava a adoção de novas técnicas para reconstrução gótica e emprego diretivo do metal.
O desenvolvimento do modernismo foi fomentado na Catalunha pela burguesia, que se sentia catalã e era culta e sensível à arte. Essa burguesia viu, nesta nova arquitetura, a maneira de satisfazer as suas ânsias de modernização, de expressar a sua identidade catalã e de dar ao manifesto de maneira discreta a sua riqueza e a sua distinção.
Foram mais de cem arquitetos os que realizaram edifícios em estilo modernista catalão. Destacam-se entre eles três: Antoni Gaudí, Lluís Domènech i Montaner e Josep Puig i Cadafalch.
Algumas das obras do modernismo catalão foram catalogadas pela Organização das Nações Unidas para a Educação, a Ciência e a Cultura como o Patrimônio Cultural da Humanidade:
- de Lluís Domènech i Montaner :
  - Palácio da Música Catalã em Barcelona;
  - Hospital de Sant Pau em Barcelona;

- de Antoni Gaudí :
  - Parque Güell em Barcelona;
  - Palácio Güell em Barcelona;
  - Fachada da Natividade e cripta no Templo Expiatório da Sagrada Família em Barcelona;
  - Casa Batlló em Barcelona;
  - Casa Milà em Barcelona;
  - Casa Vicens em Barcelona;
  - Cripta da Colónia Güell em Santa Coloma de Cervelló.

O modernismo catalão expandiu a sua influência a outras zonas da Espanha que, como a Catalunha, viveram um grande desenvolvimento econômico nos princípios do século XX. Destaca-se, neste senso, o modernismo em Cartagena, primariamente por obra do arquiteto catalão Víctor Beltrí.